# Nivarox

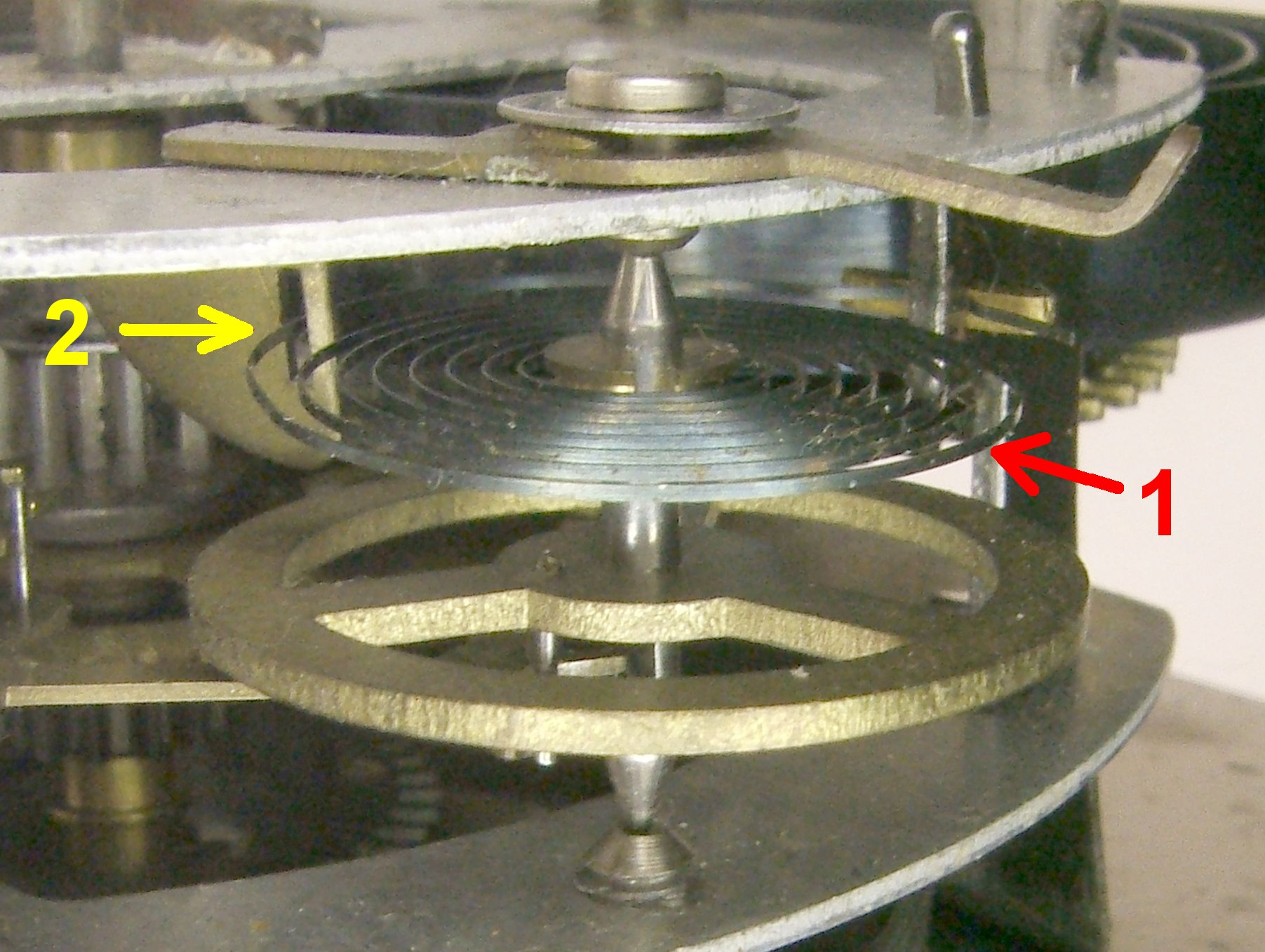
Molla espiral d'un mecanisme de rellotgeria (1) que actualment es fabriquen amb Nivarox

Nivarox és el nom d'una aliatge metàl·lic amb altes concentracions de cobalt, Co, (42-48%), níquel, Ni, (15-25%) i crom, Cr, (16-22%) més petites quantitats de titani, Ti i beril·li, Be. L'aliatge Nivarox és utilitzada principalment en la indústria rellotgera, encara que també en altres indústries de micromàquines i en alguns equips mèdics i instruments quirúrgics. El nom és un acrònim en alemany de Nicht Variable Oxydfest és a dir "ni variable ni oxidable".
Usant aquest aliatge en components crítics de rellotgeria es reduïxen els errors deguts a la variació de temperatura. Les molles espirals fabricades amb Nivarox són resistents al desgast, a més de pràcticament no ser magnètiques, no sofrir oxidació i posseir un baix coeficient de dilatació tèrmica. El Nivarox, junt amb l'aliatge Glucydur, han convertit en obsolets els cars sistemes de compensació del balanç. Els ressorts de Nivarox són utilitzats per la majoria dels rellotgers de tot el món i posseïxen també un ús limitat per a components específics d'instruments científics sensibles.